# Carlo Ferdinando di Borbone-Francia
Carlo Ferdinando d'Artois, duca di Berry (Versailles, 24 gennaio 1778 – Parigi, 14 febbraio 1820), era il figlio secondogenito del conte d'Artois, futuro re di Francia con il nome di Carlo X, e di Maria Teresa di Savoia.
I suoi nonni paterni erano Luigi Ferdinando di Borbone-Francia e Maria Giuseppina di Sassonia; i suoi nonni materni erano Vittorio Amedeo III di Savoia e Maria Antonietta di Borbone-Spagna.
Dopo la restaurazione, fu tra i capi degli ultrarealisti.

## Biografia

### Infanzia ed educazione

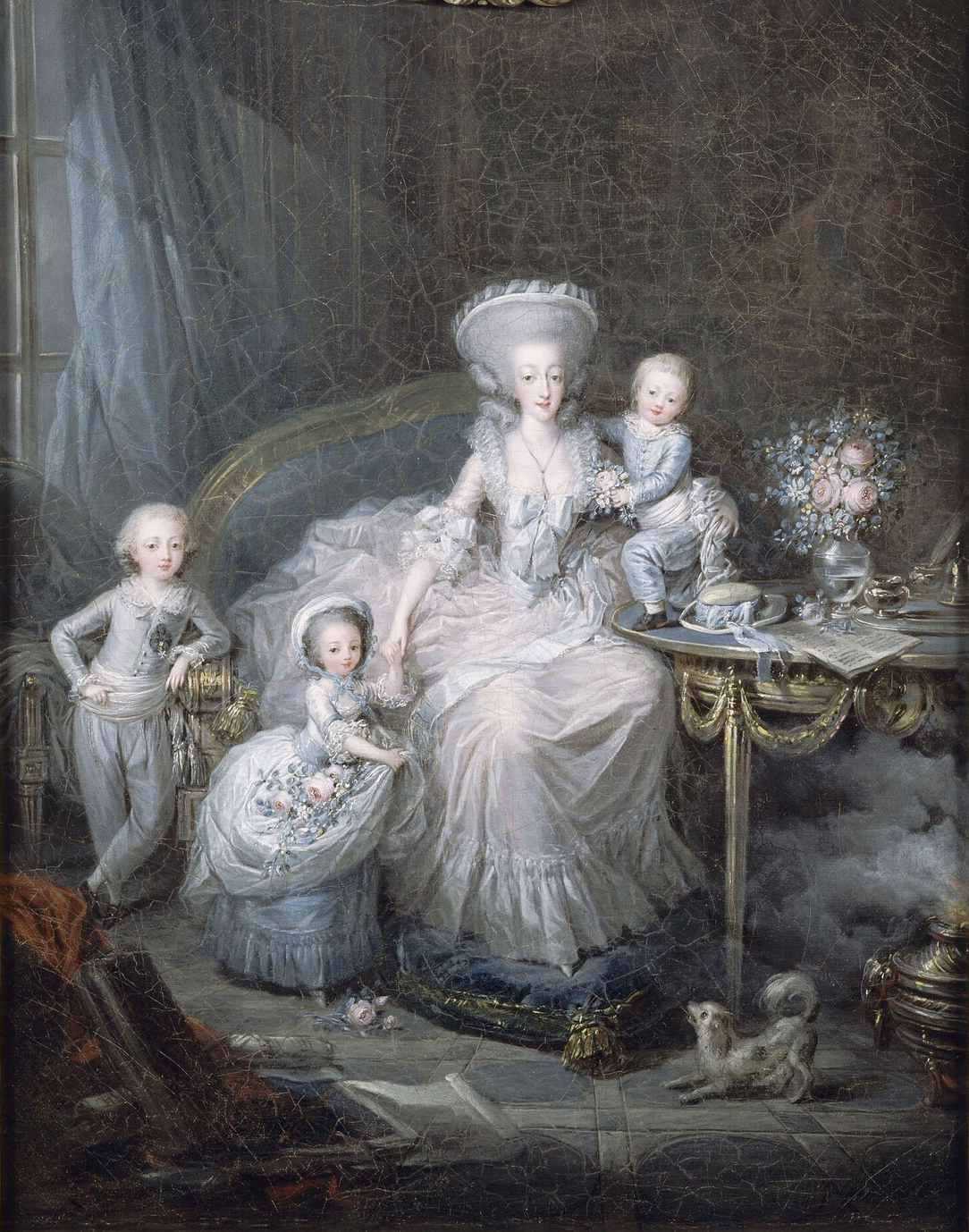
Il giovane Duca con il fratello, la sorella e la madre, la Contessa d'Artois, ritratti da Charles Le Clercq nel 1780-1782

Nacque a Versailles e, come figlio di un Fils de France e non erede al trono, ebbe il rango di Petit-fils de France. Con questo titolo, divenne poi noto tra i nobili emigrati dalla rivoluzione. Durante la restaurazione borbonica, venne però elevato al rango di Fils de France (utilizzato nel suo contratto di matrimonio, nel suo certificato di morte, etc.), benché di regola lo sarebbe diventato solo alcuni anni dopo la sua morte. Fu educato dal marchese Armand-Louis de Sérent nel castello di Beauregard, a poche miglia da Versailles, e il suo vice-precettore fu l'abate Marie.

### Rivoluzione ed esilio

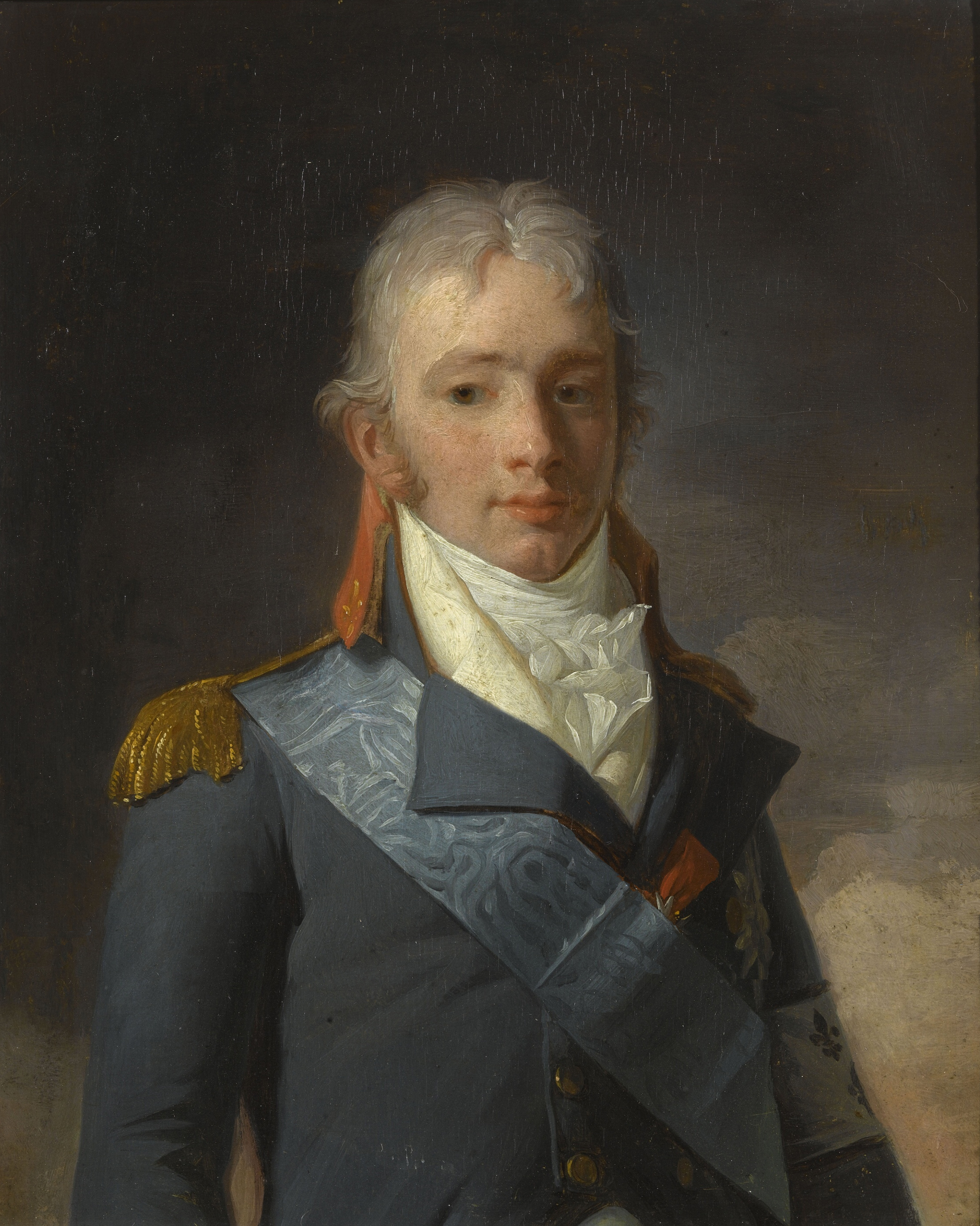
Ritratto di Carlo Ferdinando d'Artois, duca di Berry di Henri-Pierre Danloux, 1796 circa, Reggia di Versailles

Durante la rivoluzione francese, abbandonò la Francia con il padre, allora conte d'Artois, e dal 1792 al 1797 prestò servizio nell'Armée des émigrés, guidata dal principe di Condé. Successivamente, fece parte dell'esercito russo.
Nel 1801, si trasferì in Inghilterra, dove visse per tredici anni e dove conobbe miss Amy Brown Freeman, dalla quale ebbe due figlie che riconobbe solo sul letto di morte: Charlotte Marie Augustine de Bourbon, contessa d'Issoudun (1808-1886) (per matrimonio nel 1823 con Ferdinand de Faucigny-Lucinge, principessa de Lucinge), e Louise Marie Charlotte de Bourbon, contessa de Vierzon, (1809-1891) (per matrimonio nel 1827 con Charles de Charette, baronessa de la Contrie).
Nel 1804, fu l'animatore della congiura monarchica del generale Georges Cadoudal, il quale aspettava, per mettere in pratica il suo piano di assassinare Napoleone e restaurare la monarchia assoluta con Carlo X, il suo arrivo in Francia, che doveva sbarcare a Biville, vicino a Dieppe.

### Rientro in Francia

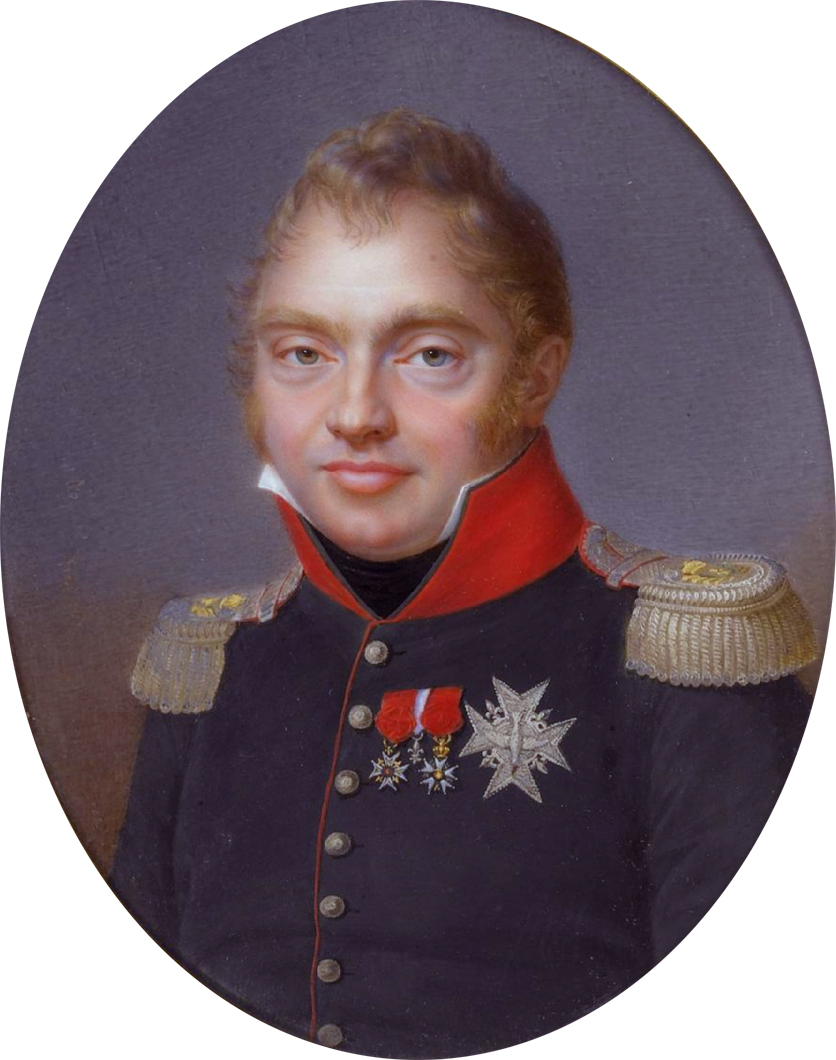
Carlo Ferdinando in una miniatura di Jacques Augustin

Nel 1814, tornò in Francia e i suoi modi franchi e aperti gli fecero ottenere una discreta stima da parte dei sudditi, tanto che Luigi XVIII lo nominò comandante in capo dell'esercito al momento del ritorno di Napoleone dall'Elba. Non riuscendo però a mantenere la lealtà delle proprie truppe, si ritirò a Gand con il resto della famiglia reale durante i Cento giorni, per poi tornare in Francia dopo la caduta definitiva di Napoleone.

### Matrimonio

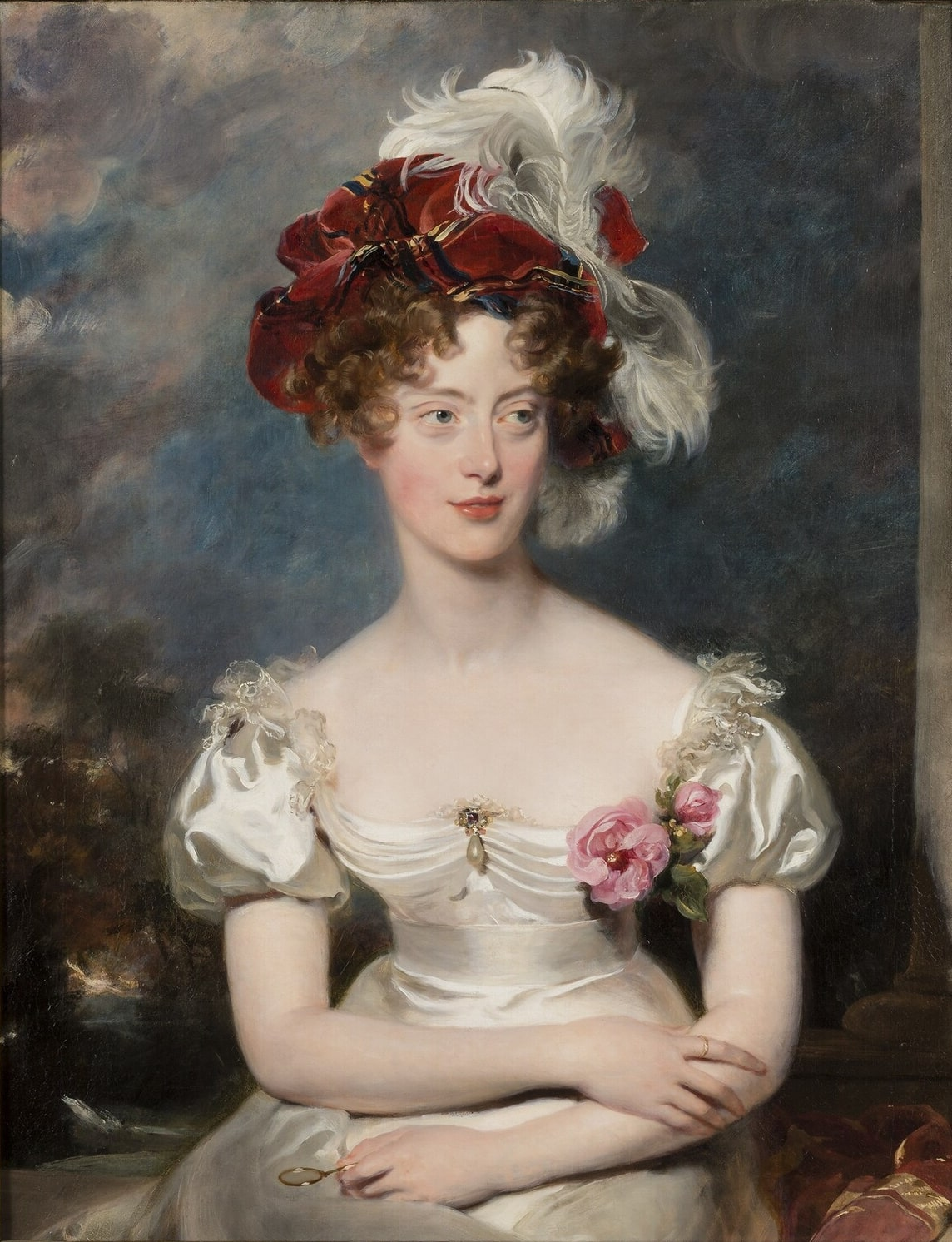
Carolina di Borbone-Due Sicilie, ritratta da Thomas Lawrence nel 1825, Reggia di Versailles

Nel 1816, nella Cattedrale di Notre-Dame a Parigi, sposò la principessa Carolina di Borbone-Due Sicilie (1798-1870), figlia primogenita del re delle Due Sicilie Francesco I (1777-1830) e di Clementina d'Austria (1777-1801). Dall'unione nacquero due figli, Luisa Maria, futura duchessa di Parma, ed un figlio postumo, vale a dire nato dopo la sua morte, Enrico di Chambord. La duchessa di Berry infatti era incinta al momento dell'assassinio del marito.

### Morte

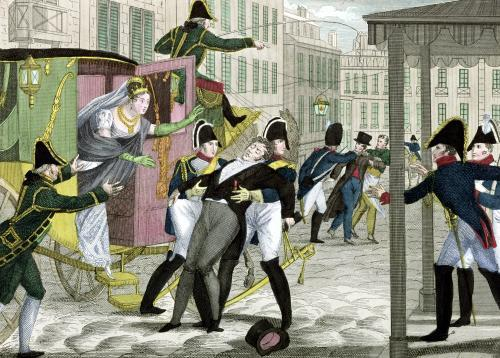
Assassinio del duca di Berry, in un'illustrazione ottocentesca

Appartenente agli estremisti realisti, cioè coloro che propugnavano il ritorno all'ancien régime e ai suoi valori tradizionali, fu pugnalato all'uscita del teatro dell'Opera di Rue Richelieu da un fanatico bonapartista, l'operaio sellaio Louis Pierre Louvel, che voleva contribuire così all'estinzione della dinastia dei Borbone e che il duca, sul letto di morte, cristianamente perdonò.
Al suo funerale, celebrato presso l'abbazia di Saint-Denis, venne eseguito il Requiem in do minore di Luigi Cherubini.

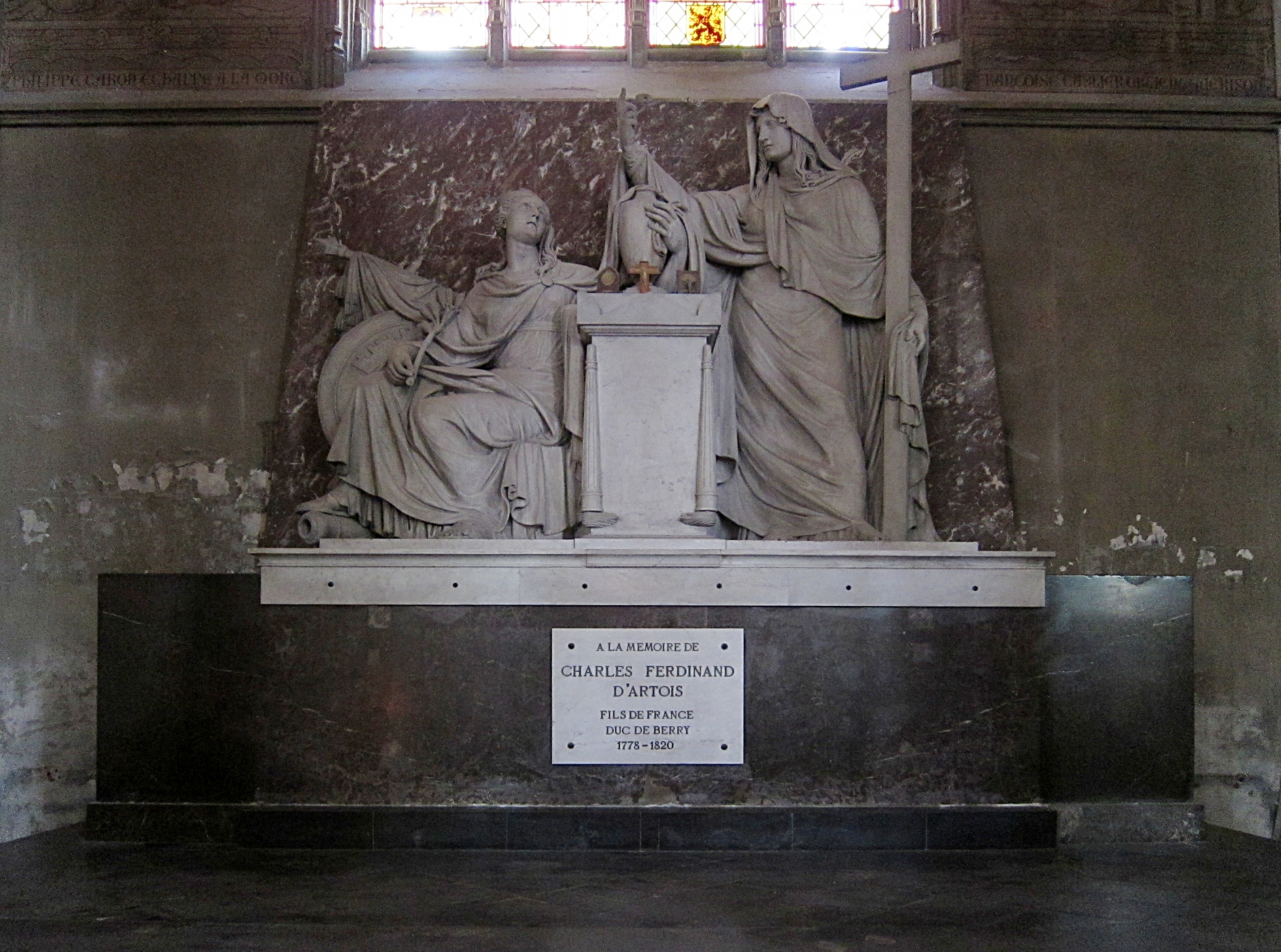
Monumento funebre di Carlo Ferdinando nella chiesa di San Maurizio di Lilla

Il duca di Berry è sepolto nella stessa abbazia di Saint-Denis. Il suo assassino venne condannato a morte e affermò di non avere complici. Questa grave perdita devastò per sempre la famiglia, soprattutto il padre che non si riprese più dal dolore.
Sette mesi dopo la sua morte nacque il suo unico figlio maschio, Enrico, conte di Chambord.

## Discendenza
Dalla prima moglie, sposata in segreto in Gran Bretagna, ebbe:
- Carlotta di Borbone, contessa d'Issoudun[2], principessa di Lucinge.
- Luisa di Borbone, contessa di Vierzon[2], baronessa di Charette.

Avrebbe avuto, inoltre, anche un figlio maschio, della cui esistenza tuttavia non esistono prove storiche:
- John Freeman (1801-1866), presunto capostipite del ramo dei Freeman di Borbone, pretendenti al trono di Francia.

Da Carolina di Borbone-Due Sicilie ebbe:
- Luisa d'Artois (1819-1864), che nel 1845 sposò Carlo III di Parma, duca di Parma; Luisa fu la nonna paterna dell'ultima imperatrice d'Austria, Zita.
- Enrico d'Artois (1820-1883), duca di Bordeaux, poi conte di Chambord, che sposò nel 1846 Maria Teresa di Modena (1817-1886), figlia di Francesco IV di Modena, dalla quale non ebbe figli.

## Ascendenza
|                                     |                              |                                      | Genitori                                  |  |  | Nonni |  |  | Bisnonni            |  |  | Trisnonni                |  |
|                                     |                              |                                      |                                           |  |  |       |  |  | Luigi XV di Francia |  |  | Luigi di Borbone-Francia |  |
|                                     |                              |                                      |                                           |  |  |       |  |  | Luigi XV di Francia |  |  | Luigi di Borbone-Francia |  |
|                                     |                              | Maria Adelaide di Savoia             |                                           |  |  |       |  |  | Luigi XV di Francia |  |  |                          |  |
| Luigi Ferdinando di Borbone-Francia |                              |                                      |                                           |  |  |       |  |  | Luigi XV di Francia |  |  |                          |  |
|                                     |                              | Maria Leszczyńska                    | Stanisalo I di Polonia                    |  |  |       |  |  |                     |  |  |                          |  |
|                                     |                              | Maria Leszczyńska                    | Stanisalo I di Polonia                    |  |  |       |  |  |                     |  |  |                          |  |
|                                     |                              | Maria Leszczyńska                    | Caterina Opalińska                        |  |  |       |  |  |                     |  |  |                          |  |
| Carlo X di Francia                  |                              | Maria Leszczyńska                    |                                           |  |  |       |  |  |                     |  |  |                          |  |
|                                     |                              | Augusto III di Polonia               | Augusto II di Polonia                     |  |  |       |  |  |                     |  |  |                          |  |
|                                     |                              | Augusto III di Polonia               | Augusto II di Polonia                     |  |  |       |  |  |                     |  |  |                          |  |
|                                     |                              | Augusto III di Polonia               | Cristiana di Brandeburgo-Bayreuth         |  |  |       |  |  |                     |  |  |                          |  |
| Maria Giuseppina di Sassonia        |                              | Augusto III di Polonia               |                                           |  |  |       |  |  |                     |  |  |                          |  |
|                                     |                              | Maria Giuseppa d'Austria             | Giuseppe I d'Asburgo                      |  |  |       |  |  |                     |  |  |                          |  |
|                                     |                              | Maria Giuseppa d'Austria             | Giuseppe I d'Asburgo                      |  |  |       |  |  |                     |  |  |                          |  |
|                                     |                              | Maria Giuseppa d'Austria             | Guglielmina Amalia di Brunswick-Lüneburg  |  |  |       |  |  |                     |  |  |                          |  |
| Carlo di Borbone-Francia            |                              | Maria Giuseppa d'Austria             |                                           |  |  |       |  |  |                     |  |  |                          |  |
|                                     | Carlo Emanuele III di Savoia | Vittorio Amedeo II di Savoia         |                                           |  |  |       |  |  |                     |  |  |                          |  |
|                                     | Carlo Emanuele III di Savoia | Vittorio Amedeo II di Savoia         |                                           |  |  |       |  |  |                     |  |  |                          |  |
|                                     | Carlo Emanuele III di Savoia | Anna Maria d'Orléans                 |                                           |  |  |       |  |  |                     |  |  |                          |  |
| Vittorio Amedeo III di Savoia       | Carlo Emanuele III di Savoia |                                      |                                           |  |  |       |  |  |                     |  |  |                          |  |
|                                     |                              | Polissena Cristina d'Assia-Rotenburg | Ernesto Leopoldo di Assia-Rotenburg       |  |  |       |  |  |                     |  |  |                          |  |
|                                     |                              | Polissena Cristina d'Assia-Rotenburg | Ernesto Leopoldo di Assia-Rotenburg       |  |  |       |  |  |                     |  |  |                          |  |
|                                     |                              | Polissena Cristina d'Assia-Rotenburg | Eleonora di Löwenstein-Wertheim-Rochefort |  |  |       |  |  |                     |  |  |                          |  |
| Maria Teresa di Savoia              |                              | Polissena Cristina d'Assia-Rotenburg |                                           |  |  |       |  |  |                     |  |  |                          |  |
|                                     |                              | Filippo V di Spagna                  | Luigi, il Gran Delfino                    |  |  |       |  |  |                     |  |  |                          |  |
|                                     |                              | Filippo V di Spagna                  | Luigi, il Gran Delfino                    |  |  |       |  |  |                     |  |  |                          |  |
|                                     |                              | Filippo V di Spagna                  | Maria Anna di Baviera                     |  |  |       |  |  |                     |  |  |                          |  |
| Maria Antonietta di Borbone-Spagna  |                              | Filippo V di Spagna                  |                                           |  |  |       |  |  |                     |  |  |                          |  |
|                                     |                              | Elisabetta Farnese                   | Odoardo II Farnese                        |  |  |       |  |  |                     |  |  |                          |  |
|                                     |                              | Elisabetta Farnese                   | Odoardo II Farnese                        |  |  |       |  |  |                     |  |  |                          |  |
|                                     |                              | Elisabetta Farnese                   | Dorotea Sofia di Neuburg                  |  |  |       |  |  |                     |  |  |                          |  |
|                                     |                              | Elisabetta Farnese                   |                                           |  |  |       |  |  |                     |  |  |                          |  |